# Esnáider Cabezas
Esnáider Eliécer Cabezas Castillo (Quinindé, Ecuador, 27 de febrero de 1999) es un futbolista ecuatoriano. Juega de defensa y su equipo actual es Guayaquil City de la Serie B de Ecuador.

## Estadísticas

### Clubes
Actualizado al último partido disputado el 9 de octubre de 2024.
| Club                              | Div.          | Temporada     | Liga  | Liga  | Copas nacionales | Copas nacionales | Copas internacionales | Copas internacionales | Total | Total |
| Club                              | Div.          | Temporada     | Part. | Goles | Part.            | Goles            | Part.                 | Goles                 | Part. | Goles |
| --------------------------------- | ------------- | ------------- | ----- | ----- | ---------------- | ---------------- | --------------------- | --------------------- | ----- | ----- |
| UDJ Quinindé · Ecuador            | 3.ª           | 2016          | 2     | 0     | —                | —                | —                     | —                     | 2     | 0     |
| UDJ Quinindé · Ecuador            | Total club    | Total club    | 2     | 0     | 0                | 0                | 0                     | 0                     | 2     | 0     |
| Duros del Balón · Ecuador         | 3.ª           | 2017          | 23    | 4     | —                | —                | —                     | —                     | 23    | 4     |
| Duros del Balón · Ecuador         | 3.ª           | 2018          | 26    | 0     | 1                | 0                | —                     | —                     | 27    | 0     |
| Duros del Balón · Ecuador         | Total club    | Total club    | 49    | 4     | 1                | 0                | 0                     | 0                     | 50    | 4     |
| Atlético Porteño · Ecuador        | 2.ª           | 2019          | 33    | 2     | 2                | 0                | —                     | —                     | 35    | 2     |
| Atlético Porteño · Ecuador        | 2.ª           | 2020          | 4     | 0     | —                | —                | —                     | —                     | 4     | 0     |
| Atlético Porteño · Ecuador        | Total club    | Total club    | 37    | 2     | 2                | 0                | 0                     | 0                     | 39    | 2     |
| Guayaquil City · Ecuador          | 1.ª           | 2021          | 6     | 0     | —                | —                | —                     | —                     | 6     | 0     |
| Guayaquil City · Ecuador          | 1.ª           | 2022          | 25    | 2     | 1                | 0                | —                     | —                     | 26    | 2     |
| Independiente Juniors · Ecuador   | 2.ª           | 2023          | 3     | 0     | —                | —                | —                     | —                     | 3     | 0     |
| Independiente Juniors · Ecuador   | Total club    | Total club    | 3     | 0     | 0                | 0                | 0                     | 0                     | 3     | 0     |
| Independiente del Valle · Ecuador | 1.ª           | 2023          | 9     | 0     | —                | —                | 1                     | 0                     | 10    | 0     |
| Independiente del Valle · Ecuador | Total club    | Total club    | 9     | 0     | 0                | 0                | 1                     | 0                     | 10    | 0     |
| Oriente Petrolero · Bolivia       | 1.ª           | 2024          | 5     | 0     | —                | —                | —                     | —                     | 5     | 0     |
| Oriente Petrolero · Bolivia       | Total club    | Total club    | 5     | 0     | 0                | 0                | 0                     | 0                     | 5     | 0     |
| Guayaquil City · Ecuador          | 2.ª           | 2024          | 12    | 0     | 3                | 0                | —                     | —                     | 15    | 0     |
| Guayaquil City · Ecuador          | Total club    | Total club    | 43    | 2     | 4                | 0                | 0                     | 0                     | 47    | 2     |
| Total carrera                     | Total carrera | Total carrera | 148   | 8     | 7                | 0                | 1                     | 0                     | 156   | 8     |
| 1. 2.                             |               |               |       |       |                  |                  |                       |                       |       |       |

## Palmarés

### Campeonatos provinciales
| Título                           | Equipo          | País    | Año  |
| -------------------------------- | --------------- | ------- | ---- |
| Segunda Categoría de Santa Elena | Duros del Balón | Ecuador | 2017 |
| Segunda Categoría de Santa Elena | Duros del Balón | Ecuador | 2018 |

### Campeonatos nacionales
| Título               | Equipo                  | País    | Año  |
| -------------------- | ----------------------- | ------- | ---- |
| Supercopa de Ecuador | Independiente del Valle | Ecuador | 2023 |

### Campeonatos internacionales
| Título              | Equipo                  | País    | Año  |
| ------------------- | ----------------------- | ------- | ---- |
| Recopa Sudamericana | Independiente del Valle | Ecuador | 2023 |